# Time Naurú
O Time Naurú é uma equipe de Atletismo Paralímpico, criada pela atleta Verônica Hipólito, para disputar as competições organizadas pela Comitê Paralímpico Brasileiro (CPB). A equipe foi criada como resposta a diversos problemas encontrados pela atleta em sua carreira, como abusos, assédios e estruturas de apoio precárias.
O  termo ‘Naurú’ vem da etimologia Tupi Guarani e significa bravo, herói, guerreiro e cheio de vontade. Na equipe representa a diversidade e a resiliência dos atletas paralímpicos.

## Atletas
Fazem parte da equipe os seguintes atletas.
| Nome                   | Classe      | Provas                           |
| ---------------------- | ----------- | -------------------------------- |
| Agata Godoy            | T63         | 100m, 200m                       |
| Davi Wilker            | T13         | 200m, 400m, Salto em distância   |
| Fabricio Ferreira      | T12         | 100m, 200m, 400m                 |
| Felipe Gomes           | T11         | 100m, 200m, 400m                 |
| Gabriela Mendonça      | T12         | 100m, 200m, Salto em distância   |
| Jessica Giacomelli     | T54         | 100m, 200m, 800m                 |
| Jhulia Santos          | T11         | 100m, 200m, 400m                 |
| Julyana Silva          | F57         | Peso, Disco                      |
| Tascitha Oliveira Cruz | T36         | 100m, 200m, 400m                 |
| Thomaz Ruan de Moraes  | T47         | 100m, 400m                       |
| Vanessa Cristina       | T54         | Maratona                         |
| Verônica Hipólito      | T37         | 100m, 200m, Salto em distância   |
| Viviane Ferreira       | T12         | 100m, 200m, 400m                 |
| Washington Jr          | T47         | 100m, 200m, 400m                 |
| David Lincoln          | Atleta Guia | Guia da atleta Gabriela Mendonça |
| Mateus Oliveira        | Atleta Guia | Guia da atleta Jhulia Santos     |
| Newton Vieira          | Atleta Guia | Guia da atleta Viviane Ferreira  |
| Jonas Silva            | Atleta Guia | Guia do atleta Felipe Gomes      |
| Jackson Silva          | Atleta Guia | Guia do atleta Fabricio Ferreira |

1. ↑  Pinheiro, Giovana (1 de junho de 2020). «Time Naurú é lançado por Verônica Hipólito para mudar mundo esportivo». Olimpíada Todo Dia. Consultado em 22 de abril de 2021
2. ↑  «Verônica Hipólito, multicampeã paralímpica, lança projeto Naurú». Agência Brasil. 1 de junho de 2020. Consultado em 22 de abril de 2021
3. ↑  «Atletas». Naurú - Equipe de Atletismo Paralímpico. Consultado em 22 de abril de 2021